# Stazione di Santa Maria di Licodia Sud
La stazione di Santa Maria di Licodia Sud è una stazione ferroviaria interrata della ferrovia Circumetnea; essa serve i quartieri meridionali del paese di Santa Maria di Licodia.

## Storia
Nell'ambito del progetto di ammodernamento della tratta ferroviaria Paternò-Adrano, nel 2009 furono avviati i lavori di costruzione delle nuove stazioni di Santa Maria di Licodia Sud, Santa Maria di Licodia Centro (che a sua volta sostituì la stazione in superficie), Adrano Cappellone (che a sua volta sostituì la stazione in superficie), Adrano Centro (che a sua volta sostitui la stazione in superficie), Adrano Naviccia e Adrano Nord.
La stazione di Santa Maria di Licodia Sud è di costruzione ex novo, e venne costruita alla periferia dell'omonimo paese, nonché nei pressi del cimitero comunale.
La nuova stazione di Santa Maria di Licodia Sud fu inaugurata l'11 Settembre 2010, in concomitanza con l'apertura della nuova variante, dalla lunghezza complessiva di 4.3 km; e per l'occasione, l'automotrice ADe 18 (appartenente alla serie delle ADe 11-20), la quale era stata da poco revampizzata (e in occasione di questo, fu denominata "La Prima"), effettuò una corsa speciale.
Questa stazione venne costruita con la predisposizione ad uso metropolitano, poiché nell'ambito dell'ampliamento delle rete ferroviaria della metropolitana di Catania è previsto che quest'ultima arrivi sino alla stazione di Adrano Nord, passando attraverso le stazioni interrate di nuova costruzione, fra cui questa.

## Strutture e impianti
Questa stazione è di costruzione ex novo, ed è dotata di due binari, al fine di effettuare gli incroci dei treni.
È stata costruita nei pressi del cimitero comunale dell'omonimo paese.
È dotata di ascensori, scale mobili e biglietteria automatica.

## Servizi
La stazione è dotata di:
- Scale mobili;
- Ascensore (non attivo);
- Servizio di video sorveglianza;
- Biglietteria automatica.

## Movimento
La stazione di Santa Maria di Licodia Sud è servita da treni in servizio fra Catania e Riposto..